# 1-507
1-507, 1ЛГ-507 — советская типовая серия крупнопанельных жилых домов, разработанная институтом «Ленпроект» в 1956 году. Дома серии 1-507 возводились в Ленинграде в 1958—1972 гг. Дома 507 серии относятся к хрущёвкам и во многом схожи с московской типовой серией 1-515, однако отличаются от них по конструкции.

## Отношение к другим сериям
Предшественником серии 1-507 была 1-506 (1956 год). Собственное развитие 507 серия получила в 1958 году в связи с изменением нормативов жилья. В дальнейшем эволюционировала в 504 серию и 606.

## Описание
Конструктивная схема здания — три продольные несущие стены. Поперечные стены обеспечивают жёсткость. Наружные стены домов серии 1-507 выполнены из керамзитобетонных панелей толщиной 40 см. Панели внутренних стен имеют толщину 25 см, а панели с вентканалами — 28 см. Санузлы выполнены в виде готовых сантехкабин заводского производства.
Перекрытия — сборные железобетонные панели. На основании чертежей (БП-215и и БП-216и) института Ленпроект от 1964 года толщина бетонных плит перекрытий — 7,8 см (нормативная нагрузка — 450 кг/м, расчётная — 540 кг/м (Комсомольский ДСК)). Отличительной особенностью серии 1-507 является использование перекрытия шатрового типа, в котором панель перекрытия вставлена опорной частью в верхние ребра стеновых панелей. Ригель панели перекрытия выглядит как «ступенька» на границе стены и потолка. Впоследствии такая же конструкция перекрытий использовалась в других домах Кузнецовского ДСК — серий 1-504 и 1-606.
Крыша плоская, покрыта битумными материалами.
Высота потолков 2,5 м. Балконы есть на всех этажах, кроме первого.

### Коммуникации
Отопление, водоснабжение и канализация — централизованные. В ряде домов отопительные стояки вмонтировались в стеновые панели. Кухни оснащены газовыми плитами. Лифт и мусоропровод отсутствуют.
На лестничной площадке дома расположены 4 квартиры. Квартиры 1-, 2-, 3-, 4-комнатные. В рядовых секциях наиболее распространённый набор квартир 2-3-2-2, в торцевых 2-2-2-1.
Квартиры по планировочным решениям мало отличаются от иных хрущёвок. Площади гостиной 17-18 м2, спален 9-12 м2, кухни — около 6 м2. В многокомнатных квартирах есть проходные комнаты. Санузлы первоначально совмещённые в 1-комнатных квартирах, с 1960 года — также в 2-комнатных. С 1963 санузлы раздельные во всех квартирах.
Дома серии 1-507 считаются наиболее качественными из всех ленинградских панельных хрущёвок. Дома 507 серии отличаются от прочих панельных хрущёвок хорошей теплоизоляцией за счёт толстых наружных панелей, высоким качеством строительства и долговечностью. В квартирах большинства домов раздельные санузлы, качественная «столярка», паркетные полы.
Недостатки домов  — общие для всех хрущёвок: малогабаритные прихожие и кухни, проходные комнаты, низкие потолки.
Хрущёвки серии 1-507 строились силами двух ДСК и поэтому являются самыми распространёнными в Санкт-Петербурге: каждая пятая хрущёвка (19%), возводимая за период 1958—1972, относится к этой типовой серии. Больше всего серия 1-507 распространена в Московском районе — более 200 домов. Всего возведено чуть менее 400 корпусов этого проекта. Также выстроено несколько домов в Колпино.
В последние годы ведутся капитальные ремонты фасадов зданий серии в связи с аварийностью ковровой плитки.

### Типовые проекты
- 1(ЛГ)-507-3: 3 подъезда, 60 квартир
- 1(ЛГ)-507-4: 4 подъезда, 80 квартир
- 1(ЛГ)-507-5: 5 подъездов, 100 квартир
- 1(ЛГ)-507-6: 6 подъездов, 120/118 квартир
- 1ЛГ-507-6т: 5 этажей (в крайних секциях первый нежилой), 6 подъездов, 110 квартир
- 1ЛГ-507-7: 7 подъездов, 139 квартир
- 1ЛГ-507-8: 8 подъездов, 159 квартир
- 1ЛГ-504-3: 7 подъездов, 139 квартир. Дальше развивалась как самостоятельная серия
- 5179/30: 6 этажей (первый нежилой), 4 подъезда, 80 квартир
- Э5-58: 7 этажей, 5 подъездов, 139 квартир или 8 подъездов, 224 квартиры. Переходная к 1ЛГ-606. В домах появились лифты и мусоропроводы, которые находились между этажами в небольшой квадратной пристройке.
- 1ЛГ-507\4ЭД: 4 подъезда, 5 этажей. Строились в 1970-1972 годах; отличается от остальных домов серии меньшими по размеру двустворчатыми (вместо трехстворчатых) окнами парадных[3].